# Écran de chargement
Ne doit pas être confondu avec Splash screen ou Bootsplash.

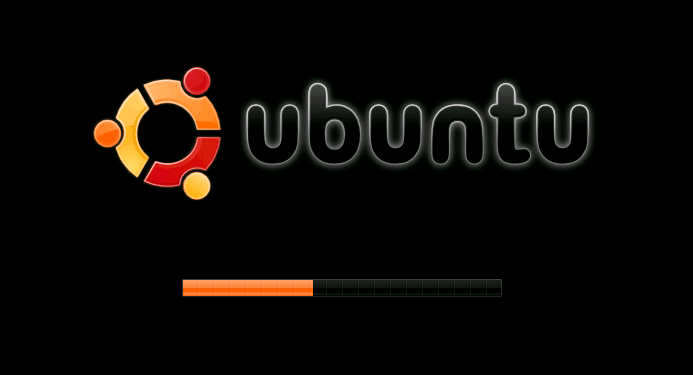
Écran de chargement du système d'exploitation Ubuntu, affichant une barre de progression.

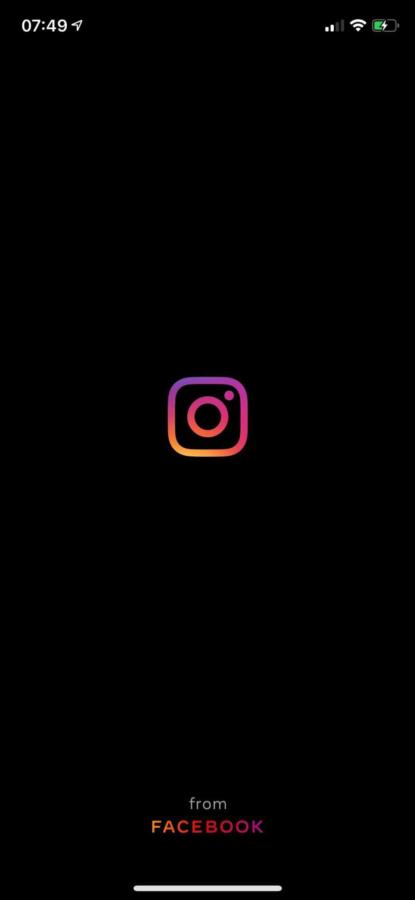
Écran de démarrage d'Instagram sur smartphone en 2019.

Un écran de chargement est une image affichée par un programme informatique, souvent un jeu vidéo, pendant le chargement ou l'initialisation de ce qui doit suivre.
Dans les premiers jeux vidéo, les écrans de chargement sont aussi une chance pour les graphistes d'être créatifs sans les limitations techniques souvent requises pour les graphismes du jeu. Melbourne Draw, l'un des rares utilitaires d'écran 8 bits avec une fonction de zoom, est alors un programme de choix pour les artistes.
Alors que les écrans de chargement restent monnaie courante dans les jeux vidéo, le chargement en arrière-plan est désormais utilisé dans de nombreux jeux, en particulier les titres monde ouvert, où ils ne sont généralement plus présent que lors de l'utilisation d'une warp zone ou d'un déplacement rapide.

## Temps de chargement
Les écrans de chargement qui dissimulent le temps nécessaire au chargement d'un programme sont courants pour les jeux informatiques chargés à partir d'une cassette, un processus qui peut prendre cinq minutes ou plus. Plus récemment, la plupart des jeux sont téléchargés numériquement, et donc chargés sur le disque dur, ce qui signifie des temps de chargement plus rapides. Cependant, certains jeux sont également chargés à partir d'un disque optique, ce qui plus rapide que les supports magnétiques précédents mais nécessite toujours des écrans de chargement pour dissimuler le temps nécessaire pour initialiser le jeu dans la RAM.
Étant donné que les données de l'écran de chargement elles-mêmes doivent être lues à partir du support, cela augmente en fait le temps de chargement global. Par exemple, avec un jeu ZX Spectrum, les données d'écran occupent 6 kilo-octets, ce qui représente une augmentation du temps de chargement d'environ 13 % par rapport au même jeu sans écran de chargement.

## Variantes
L'écran de chargement n'a pas besoin d'être une image statique. Certains écrans de chargement affichent une barre de progression ou un compte à rebours pour indiquer la quantité de données réellement chargée.
D'autres écrans de chargement servent également d'écrans d'information, fournissant à l'utilisateur des informations à lire. Ces informations peuvent n'être là que pour la narration et/ou le divertissement ou elles peuvent donner à l'utilisateur des informations utilisables lorsque le chargement est terminé, par exemple les objectifs de la mission dans un jeu. Dans les jeux de combat, l'écran de chargement est généralement un écran "versus" montrant les combattants qui prendront part au match.

## Mini-jeux
Certains jeux placent des mini-jeux sur leur écran de chargement, ceux-ci étant généralement très légers et dérivés d'anciens jeux vidéos tels que Space Invaders.
Namco utilise aussi des mini-jeux jouables lors d'un écran de chargement. Les exemples incluent des variantes de leurs anciens jeux d'arcade (Galaxian ou Rally-X ou par exemple) comme écrans de chargement lors du premier démarrage de plusieurs de leurs premières jeux PlayStation. Leurs jeux PlayStation 2, comme Tekken 5, présent aussi des mini-jeux pour occuper les joueurs pendant le démarrage initial. Namco dépose même un brevet en 1995, ce qui empêche d'autres sociétés d'avoir des mini-jeux jouables sur leurs écrans de chargement. Celui-ci expire néanmoins en 2015,,,,,. 
Les jeux EA Sports présentent généralement des sessions "d'échauffement". Par exemple, les jeux FIFA proposent au joueur de tirer des coups francs en solo ou d'affronter un gardien virtuel tandis que les jeux NBA Live permettent de s'entraîner au lancer franc.

## Vidéos
Certains jeux comme un certain nombre de titres Call of Duty montrent des vidéos qui donnent une introduction au niveau pendant que le jeu se charge en arrière-plan. Normalement, lorsque le niveau est complètement chargé, le reste de la vidéo peut être ignorée. 

## Musique
Sur le Commodore 64, les écrans de chargement de bande comportent souvent de la musique sous la forme d'un chiptune utilisant la puce sonore SID avancée de la machine.